# Вікторія Йоганссон
Вікторія Венделла Йоганссон (швед. Wiktoria Vendela Johansson; нар.. 8 листопада 1996), найбільш відома як просто Вікторія (швед. Wiktoria) — шведська співачка, авторка пісень. Вперше отримала популярність, коли взяла участь у пісенному конкурсі Melodifestivalen 2016, де посіла четверте місце.

## Життєпис
Вікторія Йоганссон народилася 8 листопада 1996 року в Бремхульті, в передмісті Буроса. У 2011 році брала участь у Lilla Melodifestivalenruen з піснею власного авторства «Jag behöver dig» і посіла четверте місце. 30 листопада 2015 року Йоганссен була оголошена однією з 28 учасників Melodifestivalen 2016 з піснею «Save Me». 13 лютого 2016 року виступила у другому півфіналі і змогла потрапити до фіналу. В підсумку у фіналі член журі присудили співачці четверте місце.
28 лютого 2016 року дебютний сингл співачки став доступний для цифрового скачування і зумів досягти другого місця в чарті Sverigetopplistan.
Також Вікторія Йоганссон озвучувала головну героїню в шведському дубляжі мультфільму 2016 року Ваяна. Виступила на Melodifestivalen 2017 з піснею «As I Lay Me Downruen». Планувалося, що вона буде представляти Швецію на Євробаченні 2017 року.

## Дискографія

### Сингли
| «Jag behöver dig»                                                                 | 2011 | — |                      | Неальбомний сингл |
| «Save Me»                                                                         | 2016 | 3 | - GLF: Платиновий    | Неальбомний сингл |
| «Yesterday R. I. P.»                                                              | 2016 | — |                      | Неальбомний сингл |
| «Unthink You»                                                                     | 2016 | — |                      | Неальбомний сингл |
| «As I Lay Me Down»                                                                | 2017 | 2 | - GLF: 2× Платиновий | Неальбомний сингл |
| «I won't Stand in Your Way»                                                       | 2017 | — |                      | Неальбомний сингл |
| «—» означає, що сингл не потрапив в чарти або не був виданий на певній території. |      |   |                      |                   |

## Фільмографія
| Рік  | Назва | Роль  | Примітки             |
| ---- | ----- | ----- | -------------------- |
| 2016 | Моана | Моана | У шведському дубляжі |